# Magnus och Myggan
Magnus och Myggan (engelska: Skipper & Skeeto) är en dansk-brittisk animerad TV-serie, baserad på de danska figurerna Magnus og Myggen som kommer från Ole Ivanoffs pedagogiska datorspel för barn i 10-årsåldern. Titeln syftar på serien och spelens två huvudfigurer – Magnus som är en mullvad och Myggan som är en mygga. På svenska har serien bland annat visats på SVT Barn och på Cartoon Network.

## Handling
Serien utspelar sig i Paradisparken och kretsar runt de två vännerna Magnus och Myggan, en mullvad och en mygga som bor i ett träd. Magnus gillar att gräva hål medan Myggan föredrar att läsa böcker. I Paradisparken bor också deras vänner: Den uppfinningsrika Molly Mus, den intelligente Ulrik Uggla, den känslige Kalle Kanin samt de elaka figurerna Konrad Katt och Ricky Råtta, som ständigt försöker att förstöra för alla andra. I en hemlig grotta i utkanten av Paradisparken bor det en fladdermusen Fadde Fladder och som bara Magnus och Myggan känner till och är vänner med.
I serien får man följa invånarna i Paradisparken på en rad äventyr. I ett avsnitt drabbas Paradisparken av ett kraftigt oväder som orsakar en översvämning så att Magnus och Myggan måste bygga en ark för att rädda sina vänner och i ett annat håller de en Halloweenfest.

## Om serien
Hela serien finns utgiven både på VHS och på DVD. De svenska rösterna görs av bland andra Dan Ekborg, Niclas Wahlgren, Kim Anderzon och Reine Brynolfsson.
Datorspelen som TV-serien är baserad på har titlar som Den stora lekdagen och Sifferaffären.

## Roller i urval
- Magnus är en grå mullvad som gillar att gräva hål och tunnlar. Han bor i ett träd tillsammans med sin bäste vän Myggan. Han är snäll och glad och gillar att leka med sina vänner, men också impulsiv och råkar lätt i problem.[2]
- Myggan är en intelligent mygga som gillar att läsa nya böcker.[3] Han har hjälm och flygarglasögon och vinner alltid över Magnus i luffarschack.
- Molly Mus, en väldigt intelligent mus som dessutom är Paradisparkens  uppfinnare och mekaniker. [4]
- Ulrik Uggla är en  uggla. Han är den äldste i Paradisparken och folk kommer ofta till honom för att fråga om något eller få goda råd.
- Konrad Katt är en katt som alltid försöker att förstöra för alla andra så fort han får chansen. Han bor i ett hus vid soptippen  tillsammans Ricky Råtta och också tycker lika mycket om Molly Mus.[5]
- Ricky Råtta är en råtta som och är vän med Konrad mest för att han inte har någon annan att umgås med. Han är rätt så korkad  men snäll mot alla.
- Kalle Kanin är en kanin som är så känslig att han nästan alltid börja gråta om något går honom emot.
- Lizzie Bi är ett bi vars främsta uppgift är att förse Paradisparkens invånare med honung.
- Glufsen Groda är en groda som gillar att laga mat som bara han själv äter.
- Alfred Anka är en anka som är förtjust i sitt eget utseende och  samlar på speglar. Hans bästa vän är Glufsen Groda.
- Fadde Fladder är en fladdermus som inte kan prata. Han är Magnus och Myggans hemliga vän.

## Avsnitt
- En oförklarlig torka
- Drottning Sökes
- En enbent skrällosaurus
- Hallåfonen
- Storan och Självan
- Kalle ser rött
- Paradisarken
- Sömnbringaren
- Snömullvaden
- Talangjakten
- Födelsedagsbarnet Fadde
- En smygare i Paradisparken
- Glufsens Familjeskatt
- Bytesmarknaden
- Mäktiga Mu
- Åh nej Inte ett nitisk näsklåda!
- Sopgårdsloppet
- Var är alla blommorna?
- Joddelfri zon
- Hemsökning
- Otack är världens lön
- Guldfebern
- Tidsmaskinen
- Rutten röra
- Modelejonet
- Bisterlundsmaskeraden

## Hus och Byggnader i Paradisparken
- Ihåliga stubben där Magnus och Myggan bor med sovrum på första våningen.
- Bikupan där Lizzie bi bor.
- Kloaken där Molly bor under jorden med ett laboratorium och en raket.
- Trädet där Ulrik bor med en massa böcker.
- Hålan där Kalle Kanin bor med sina leksaker.
- Näckrosbladen där Glufsen Groda bor och lagar sin mat.
- Husbåten där Alfred Anka bor och sover på något som liknar en futon.
- Gamla Rucklet där Konrad och Ricky bor och sover i badkaret.